# Michelle Parkerson
Michelle Parkerson (Washington D. C., 11 de enero de 1953) es una cineasta y académica estadounidense. Es profesora asistente de Cine y Artes de los Medios en la Universidad de Temple y ha sido realizadora independiente desde la década de 1980, enfocándose particularmente en los temas de activismo feminista, LGBT y política.

## Infancia
Michelle Parkerson nació y creció en Washington, D. C. A principios de la década de 1980, Parkerson y su amigo Essex Hemphill, un poeta, activista solían interpretar spokenword en cafeterías y teatros de DC. Recibieron una subvención del Washington Project for the Arts en 1983 para producir una "dramatización experimental" de su poesía titulada Murder on Glass.

## Trayectoria profesional
Parkerson se graduó en la Universidad de Temple con el corto Sojourn, una colaboración con Jimi Lyons, director de fotografía. La película ganó el premio de la Academia Junior. Es exalumna del Taller para Mujeres Directoras del American Film Institute (AFI), promoción de 1989-91, compartiendo formación con Rita Mae Brown y Lyn Goldfarb.
Parkerson actualmente dirige su propia productora con sede en DC, Eye of the Storm Productions.
Parkerson ha recibido subvenciones del Servicio de Televisión Independiente, la Corporación para la Difusión Pública y la AFI, así como una beca de la Fundación Rockefeller. Fue galardonada con el Premio del Público en el Festival Internacional de Cine de Mujeres de Créteil y los premios del Público y Mejor Biografía en el Festival Internacional de Cine de San Francisco. Sus películas son distribuidas por Women Make Movies y Third World Newsreel.
Es profesora adjunta de Cine y Artes de los Medios en la Universidad de Temple.
Publicó un volumen de poesía, Waiting Rooms, en 1983.

## Películas
Gibson describe a Parkerson como "una atrevida visionaria". Gibson describe las películas de Parkerson como relacionadas con la identidad: "resaltando las identidades de las mujeres negras como actrices y activistas sociales... sirviendo como una de las principales contribuyentes al desarrollo de un estilo documental negro que busca un enfoque holístico de la vida afroamericana".
Sus documentales versan sobre importantes figuras afroamericanas: la música de jazz Betty Carter, el grupo musical Sweet Honey in the Rock, la activista de los disturbios de Stonewall Stormé DeLarverie y la escritora Audre Lorde, con un enfoque particular en la sexualidad y el activismo LGBTQ en los dos últimos. Su cortometraje de ficción Odds and Ends es una historia de ciencia ficción lésbica afrofuturista.

La "nota de amor nunca enviada" de Parkerson a Lorde en The Feminist Wire refleja la motivación activista de su propia realización cinematográfica:
El zen de Audre Lorde está de moda. Pero el impacto tangible de su activismo seguirá surgiendo a nivel internacional y para las generaciones venideras mientras las comunidades de color sigan sitiadas, mientras una mujer permanezca sin voz y abusada, mientras el amor lésbico que se atrevió a "pronunciar por su nombre" está amenazado de secuestro.

## Filmografía
- Sojourn (1973, with Jimi Lyons)
- ..But Then She's Betty Carter (1980)
- I Remember Betty (1987)
- Urban Odyssey (1991)[14]
- Storme: Lady of the Jewel Box (1991)[15]
- Odds and Ends (1993)
- Gotta Make This Journey: Sweet Honey in the Rock (1983) (producer)[16]
- A Litany for Survival: The Life and Work of Audre Lorde (1995, with Ada Gay Griffin)[17]